# Rhimphoctona melanura
Rhimphoctona melanura är en stekelart som först beskrevs av Holmgren 1860.  Rhimphoctona melanura ingår i släktet Rhimphoctona och familjen brokparasitsteklar. Arten är reproducerande i Sverige. Inga underarter finns listade i Catalogue of Life.